# Stora Abborrtjärnen (Särna socken, Dalarna)
Stora Abborrtjärnen är en sjö i Älvdalens kommun i Dalarna och ingår i Dalälvens huvudavrinningsområde.